# (33528) Jinzeman
(33528) Jinzeman ist ein Asteroid des Hauptgürtels, der am 17. April 1999 vom tschechischen Astronomen Petr Pravec an der Sternwarte Ondřejov (IAU-Code 557) in Tschechien entdeckt wurde.
Der Himmelskörper wurde am 26. Mai 2002 nach dem tschechischen Amateurastronomen Jindřich Zeman (1894–1978) benannt, einem Astrofotografen, dessen Abbildungen des Nachthimmels in vielen astronomischen Büchern abgedruckt wurden.